# 101-я кавалерийская дивизия
101-я Узбекская кавалерийская дивизия (101 КД) — воинское соединение РККА во время Великой Отечественной войны.

## История
Дивизия сформирована из войск Среднеазиатского военного округа в марте 1942 года в г. Новая Бухара Узбекской ССР, согласно Постановлению ГКО СССР № 894 от 13.11.1941 года. Личный состав набирался из узбеков и русских. Расформирована в августе 1942 года, не закончив формирование. Личный состав обращён на формирование других кавалерийских дивизий.

## Командиры
- Волков, Дмитрий Сидорович, майор - с 22 декабря 1941 года по 3 марта 1942 года.